# Ꚍ̆
Le twé brève (capitale Ꚍ̆, minuscule ꚍ̆) est une lettre additionnelle de l’alphabet cyrillique qui était utilisée dans l’écriture de l’abkhaze dans l’alphabet de 37 lettres de 1862 de Peter von Uslar, dans l’alphabet de  1892 de Gulia et Machavariani, et dans l’alphabet de 55 lettres de 1909 d’Andreï Tchotchoua (ru). Celle-ci est composée d’un twé et d’un brève.

## Utilisation

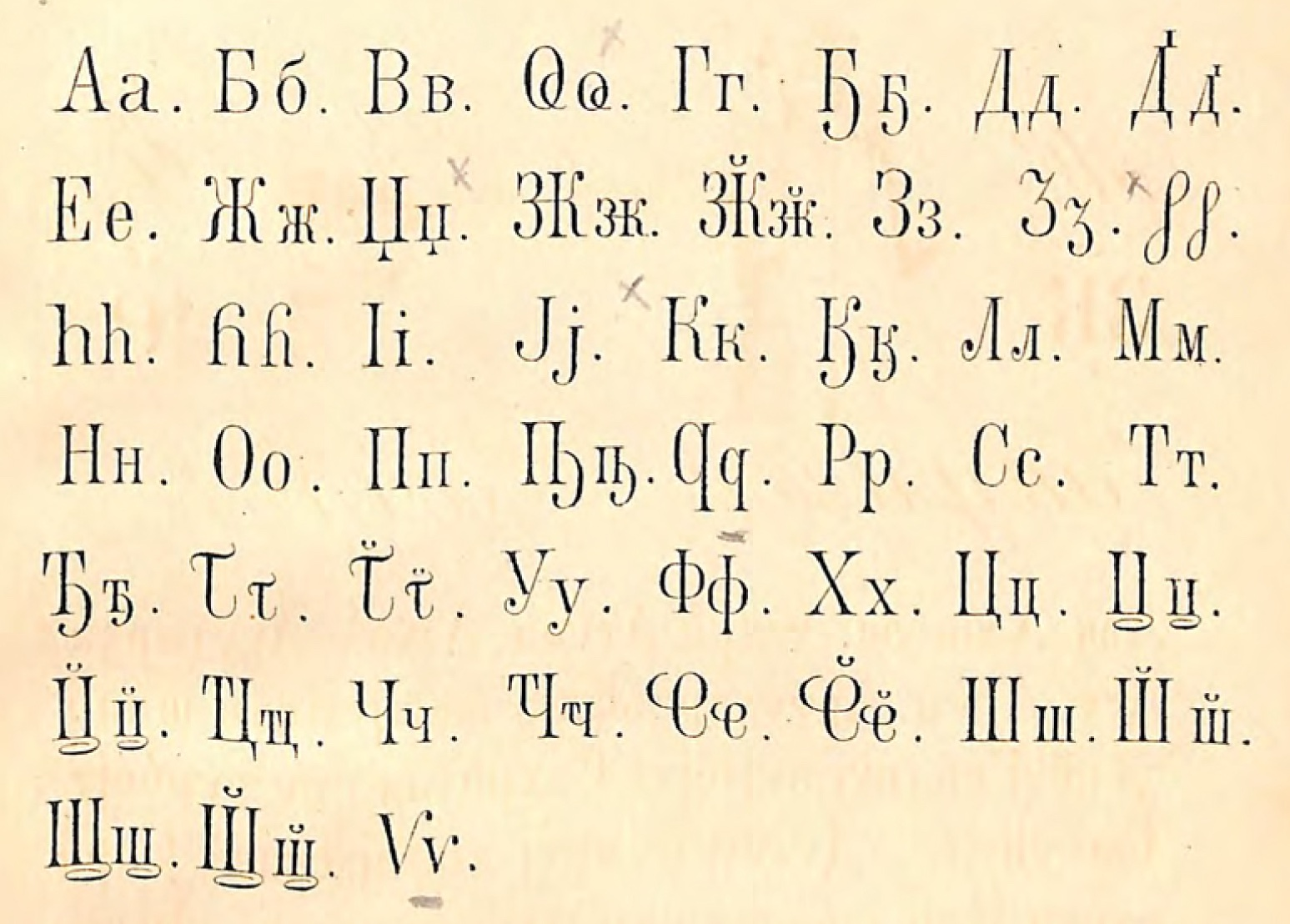
Alphabet abkhaze dans Gulia et Machavariani 1892.
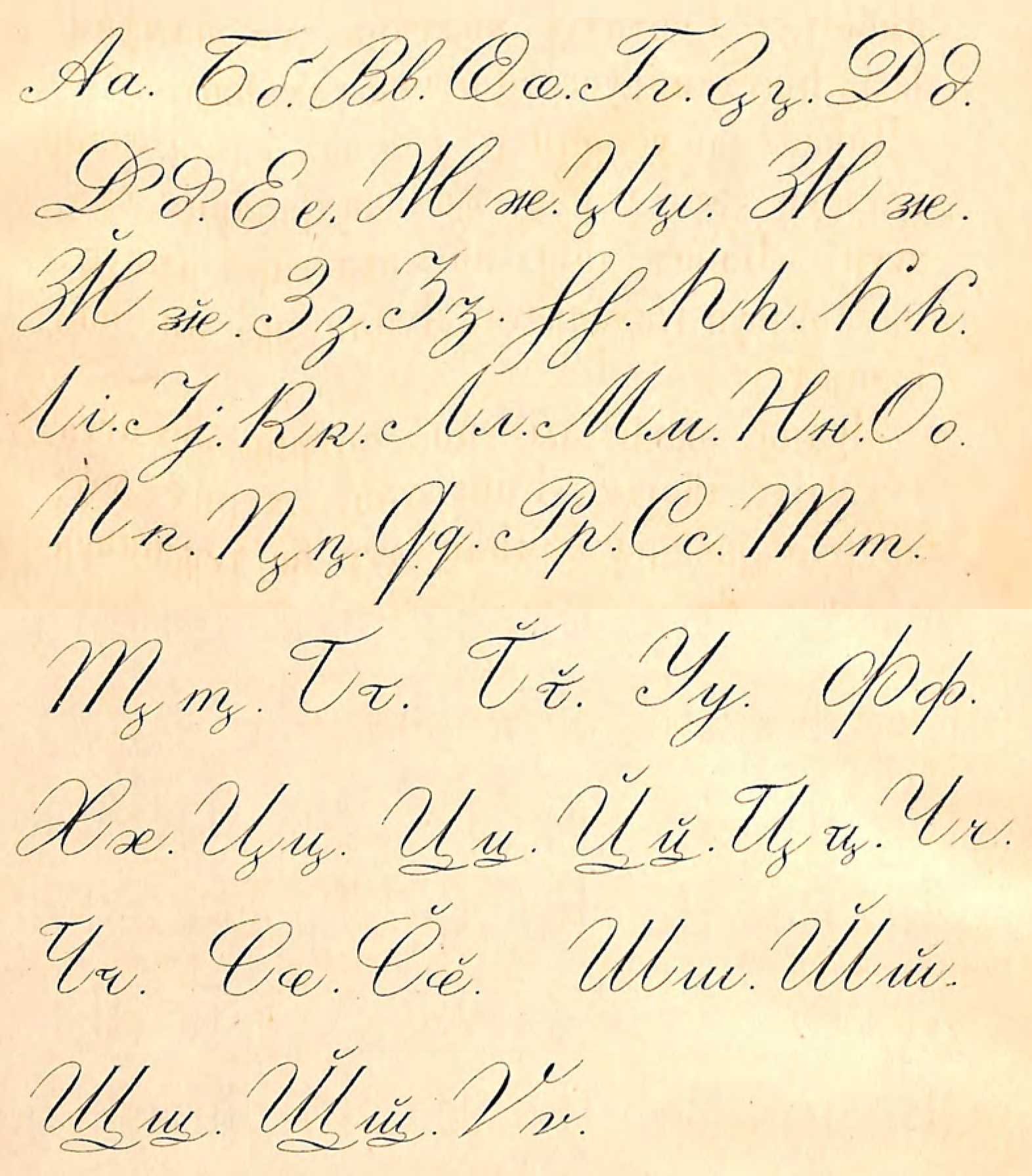
Alphabet abkhaze en écriture cursive dans Gulia et Machavariani 1892.
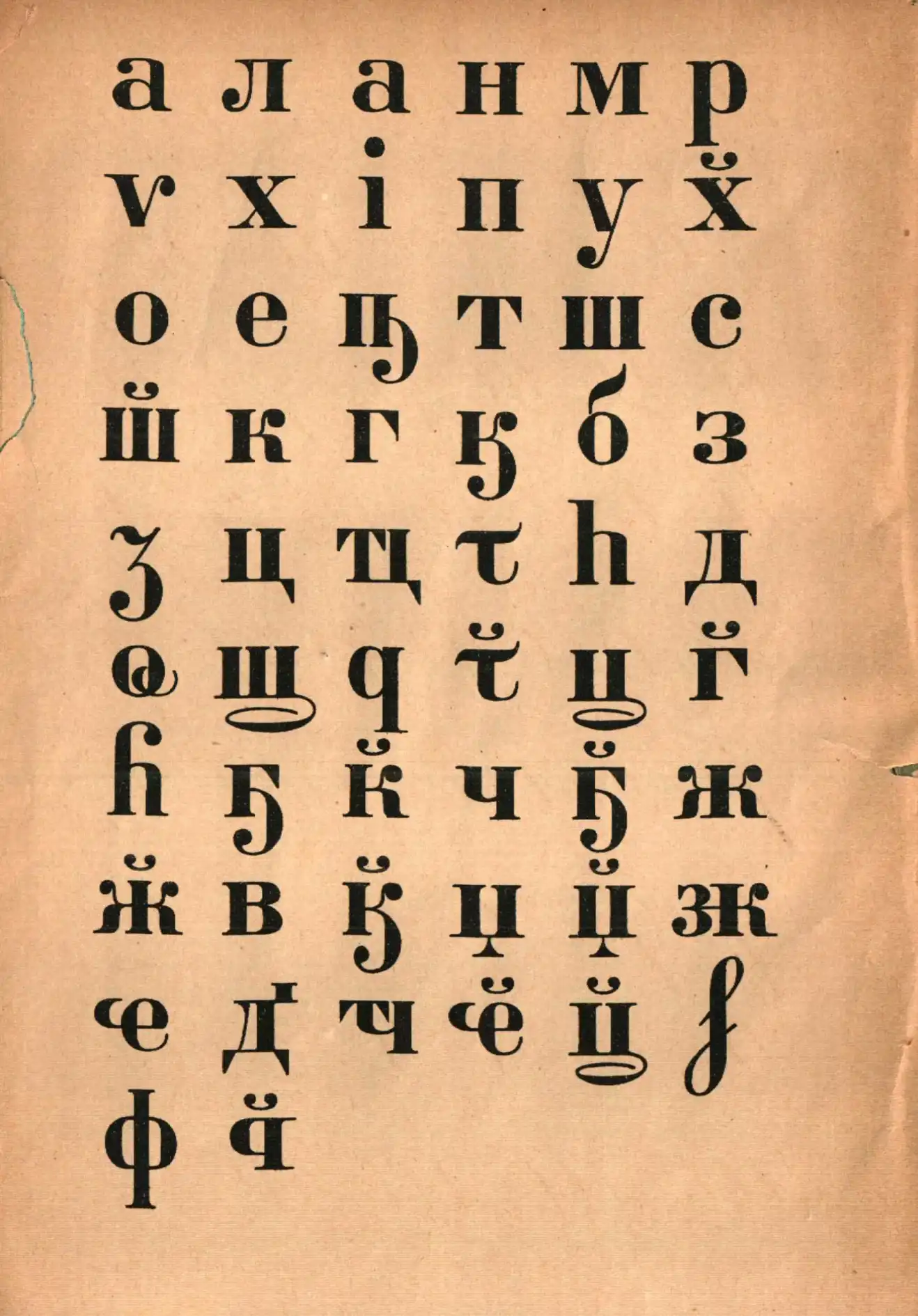
Alphabet abkhaze dans Tchotchoua 1909.

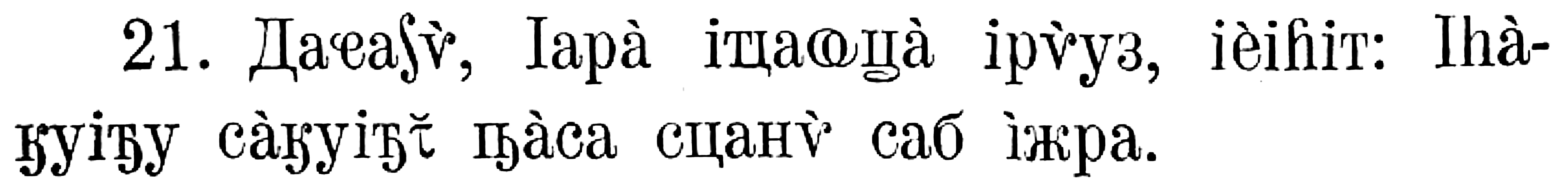
Matthieu 8:21 dans les Évangiles en abkhaze publiés en 1912.

## Représentations informatiques
Le twé brève peut être représenté avec les caractères Unicode suivants :
| formes    | représentations | chaînes de caractères | points de code | descriptions                                      |
| --------- | --------------- | --------------------- | -------------- | ------------------------------------------------- |
| capitale  | Ꚍ̆               | Ꚍ̆                     | U+A68C U+0306  | lettre majuscule cyrillique twé diacritique brève |
| minuscule | ꚍ̆               | ꚍ̆                     | U+A68D U+0306  | lettre minuscule cyrillique twé diacritique brève |